# 清水朔
清水 朔（しみず はじめ）は、日本の小説家。佐賀県唐津市生まれ。梅光女学院大学卒。福岡県在住。佐賀ミステリファンクラブメンバー。変格ミステリ作家クラブメンバー。愛猫家。
2001年度ノベル大賞・読者大賞を受賞し作家デビュー。一度作家業を離れ会社員生活を送る。別名義で日本ファンタジーノベル大賞2017に応募し再デビュー。自身に影響を与えた本を3冊選ぶとしたら、との質問では酒見賢一『後宮小説』、小野不由美『東亰異聞』、京極夏彦『姑獲鳥の夏』をあげ、日本ファンタジーノベル大賞に応募したのは『後宮小説』『東亰異聞』の影響が大きかったと語る。

## 作品リスト
- 『神遊び』（2003年2月 コバルト文庫 / 2021年7月 集英社文庫） - 表題作にて2001年度ノベル大賞と同賞の読者大賞を受賞[1]
  - 集英社文庫版には短編「神送り」を追加収録。
- 『奇譚蒐集録 〜弔い少女の鎮魂歌〜』（2018年11月 新潮文庫nex） - 日本ファンタジーノベル大賞2017最終候補作「御骨奇譚」を改稿改題[7]
- 『奇譚蒐集録 〜北の大地のイコンヌㇷ゚〜』（2020年7月 新潮文庫nex）
- 『薬喰』（2022年7月 角川文庫）
- 『奇譚蒐集録 鉄環の娘と来訪神』（2023年11月 新潮文庫nex）
- 『いくさじまた 臼杵戦役後始末』（2024年10月 光文社）

### アンソロジー
- 『たびだち フェリシモしあわせショートショート』（2000年6月 フェリシモ出版）「きんぎょ・すくい」
- 『あなたの後ろにいるだれか 眠れぬ夜の八つの物語』（2021年7月 新潮文庫nex）「たからのやま」
- 『狩りの季節 異形コレクションLII』（2021年11月 光文社）「贄のお作法」
- 『短編アンソロジー 学校の怪談』（2022年5月 集英社文庫）「七番目の七不思議」
- 『今夜は、鍋。温かな食卓を囲む7つの物語』（2023年1月 新潮文庫nex）「初鍋ジンクス」